# Gruppo Sportivo Roma Calcio Femminile 2007-2008
Questa voce raccoglie le informazioni riguardanti il Gruppo Sportivo Roma Calcio Femminile nelle competizioni ufficiali della stagione 2007-2008.

## Divise e sponsor
La tenuta riproponeva lo schema che riprende i colori sociali utilizzati dalla Roma maschile, ovvero maglia e pantaloncini cremisi con inserti oro con calzettoni oro, bianchi o neri per la prima, e completamente bianca tranne i calzettoni, bianchi o oro, per la seconda. Lo sponsor principale era farmacia Lopriore mentre il fornitore delle tenute era Mass.
|  | 1ª divisa |  | 2ª divisa |

## Organigramma societario
Dati tratti dal sito Football.it
Area amministrativa
- Presidente: Giuseppe Bruno Petrungaro
- Direttore generale: Renato Vettoretto
- Team Manager: Giuliano Minelli

Area tecnica
- Allenatore: Giampiero Serafini
- Allenatore in seconda: Fabio Cola

## Rosa
Rosa e ruoli tratti dal sito Football.it.
| N. |                   | Ruolo | Calciatrice         |
| -- | ----------------- | ----- | ------------------- |
|    | Italia (bandiera) | P     | Irene De Florio     |
|    | Italia (bandiera) | P     | Barbara Pittiglio   |
|    | Italia (bandiera) | D     | Elisa Bartoli       |
|    | Italia (bandiera) | D     | Eleonora Bischi     |
|    | Italia (bandiera) | D     | Noemi Cortelli      |
|    | Italia (bandiera) | D     | Noemi D'Antoni      |
|    | Italia (bandiera) | D     | Gioia Masia         |
|    | Italia (bandiera) | D     | Aurora Savelli      |
|    | Italia (bandiera) | C     | Ilaria Capparella   |
|    | Italia (bandiera) | C     | Damiana Deiana      |
|    | Italia (bandiera) | C     | Ludovica Di Giacomo |

| N. |                   | Ruolo | Calciatrice         |
| -- | ----------------- | ----- | ------------------- |
|    | Italia (bandiera) | C     | Sabrina Di Stefano  |
|    | Italia (bandiera) | C     | Giorgia Giovannetti |
|    | Italia (bandiera) | C     | Selena Mazzantini   |
|    | Italia (bandiera) | C     | Maria Iole Volpi    |
|    | Italia (bandiera) | A     | Noemi Di Nardo      |
|    | Italia (bandiera) | A     | Raffaella Filocaso  |
|    | Italia (bandiera) | A     | Silvia Montanari    |
|    | Italia (bandiera) | A     | Giulia Olivieri     |
|    | Spagna (bandiera) | A     | Ángeles Parejo      |
|    | Italia (bandiera) | A     | Francesca Rocchi    |
|    | Italia (bandiera) | A     | Ariela Sonnino      |

## Calciomercato

### Sessione estiva
| Acquisti | Acquisti | Acquisti | Acquisti |
| R.       | Nome     | a        | Modalità |
| -------- | -------- | -------- | -------- |
|          |          |          |          |

| Cessioni | Cessioni | Cessioni | Cessioni |
| R.       | Nome     | a        | Modalità |
| -------- | -------- | -------- | -------- |
|          |          |          |          |

## Risultati

### Coppa Italia
| Arbitro: | Pier Luigi De Rubeis (L'Aquila) |

|            |           |                      |
| Parejo 76’ | Marcatori | 6’, 23’, 31’ Fuselli |

| Codrongianos 25 aprile 2008, ore 15:00 CEST  | Torres    | 0 – 1      | Roma CF | Stadio comunale (sintetico) |
| \| \| \| \| \| \| Marcatori \| 79’ Bischi \| |           |            |         |                             |
|                                              |           |            |         |                             |
|                                              | Marcatori | 79’ Bischi |         |                             |

## Statistiche

### Statistiche di squadra
| Competizione | Punti | In casa | In casa | In casa | In casa | In casa | In casa | In trasferta | In trasferta | In trasferta | In trasferta | In trasferta | In trasferta | Totale | Totale | Totale | Totale | Totale | Totale | DR  |
| Competizione | Punti | G       | V       | N       | P       | Gf      | Gs      | G            | V            | N            | P            | Gf           | Gs           | G      | V      | N      | P      | Gf     | Gs     | DR  |
| ------------ | ----- | ------- | ------- | ------- | ------- | ------- | ------- | ------------ | ------------ | ------------ | ------------ | ------------ | ------------ | ------ | ------ | ------ | ------ | ------ | ------ | --- |
| Serie A2     | 53    | 11      | 9       | 2       | 0       | 33      | 6       | 11           | 7            | 3            | 1            | 28           | 12           | 22     | 16     | 5      | 1      | 61     | 18     | +43 |
| Coppa Italia | -     | -       | -       | -       | -       | -       | -       | -            | -            | -            | -            | -            | -            | 7      | 6      | 0      | 1      | 23     | 3      | +20 |
| Totale       | -     | -       | -       | -       | -       | -       | -       | -            | -            | -            | -            | -            | -            | 29     | 22     | 5      | 2      | 84     | 21     | +63 |

### Statistiche delle giocatrici
| Giocatore      | Serie A  | Serie A | Serie A     | Serie A    | Coppa Italia | Coppa Italia | Coppa Italia | Coppa Italia | Totale   | Totale | Totale      | Totale     |
| Giocatore      | Presenze | Reti    | Ammonizioni | Espulsioni | Presenze     | Reti         | Ammonizioni  | Espulsioni   | Presenze | Reti   | Ammonizioni | Espulsioni |
| -------------- | -------- | ------- | ----------- | ---------- | ------------ | ------------ | ------------ | ------------ | -------- | ------ | ----------- | ---------- |
| E. Bartoli     | 19       | 1       | 3           | 0          | ?            | ?            | ?            | ?            | 19+      | 1+     | 3+          | 0+         |
| E. Bischi      | 19       | 5       | 2           | 0          | ?            | ?            | ?            | ?            | 19+      | 5+     | 2+          | 0+         |
| I. Capparella  | 17       | 0       | 0           | 0          | ?            | ?            | ?            | ?            | 17+      | 0+     | 0+          | 0+         |
| N. Cortelli    | 12       | 0       | 0           | 0          | ?            | ?            | ?            | ?            | 12+      | 0+     | 0+          | 0+         |
| N. D'Antoni    | 21       | 1       | 3           | 0          | ?            | ?            | ?            | ?            | 21+      | 1+     | 3+          | 0+         |
| I. De Florio   | 0        | 0       | 0           | 0          | ?            | ?            | ?            | ?            | 0+       | 0+     | 0+          | 0+         |
| D. Deiana      | 20       | 4       | 1           | 0          | ?            | ?            | ?            | ?            | 20+      | 4+     | 1+          | 0+         |
| L. Di Giacomo  | 1        | 0       | 0           | 0          | ?            | ?            | ?            | ?            | 1+       | 0+     | 0+          | 0+         |
| N. Di Nardo    | 0        | 0       | 0           | 0          | ?            | ?            | ?            | ?            | 0+       | 0+     | 0+          | 0+         |
| S. Di Stefano  | 8        | 1       | 0           | 0          | ?            | ?            | ?            | ?            | 8+       | 1+     | 0+          | 0+         |
| R. Filocaso    | 1        | 0       | 0           | 0          | ?            | ?            | ?            | ?            | 1+       | 0+     | 0+          | 0+         |
| G. Giovannetti | 14       | 0       | 2           | 0          | ?            | ?            | ?            | ?            | 14+      | 0+     | 2+          | 0+         |
| G. Masia       | 22       | 0       | 2           | 0          | ?            | ?            | ?            | ?            | 22+      | 0+     | 2+          | 0+         |
| S. Mazzantini  | 20       | 4       | 2           | 0          | ?            | ?            | ?            | ?            | 20+      | 4+     | 2+          | 0+         |
| S. Montanari   | 7        | 0       | 0           | 0          | ?            | ?            | ?            | ?            | 7+       | 0+     | 0+          | 0+         |
| G. Olivieri    | 22       | 9       | 0           | 0          | ?            | ?            | ?            | ?            | 22+      | 9+     | 0+          | 0+         |
| A. Parejo      | 22       | 33      | 2           | 0          | ?            | ?            | ?            | ?            | 22+      | 33+    | 2+          | 0+         |
| B. Pittiglio   | 22       | -18     | 0           | 0          | ?            | ?            | ?            | ?            | 22+      | -18+   | 0+          | 0+         |
| F. Rocchi      | 12       | 1       | 2           | 0          | ?            | ?            | ?            | ?            | 12+      | 1+     | 2+          | 0+         |
| A. Savelli     | 8        | 0       | 0           | 0          | ?            | ?            | ?            | ?            | 8+       | 0+     | 0+          | 0+         |
| A. Sonnino     | 3        | 0       | 0           | 0          | ?            | ?            | ?            | ?            | 3+       | 0+     | 0+          | 0+         |
| M. I. Volpi    | 20       | 1       | 0           | 0          | ?            | ?            | ?            | ?            | 20+      | 1+     | 0+          | 0+         |